# Marcus Williams (Basketballspieler, 1985)
Marcus Darrell Williams (* 3. Dezember 1985 in Los Angeles, Kalifornien) ist ein ehemaliger US-amerikanischer Basketballspieler.

## Karriere
Williams besuchte die Universität von Connecticut und spielte dort für das Team. Anschließend war er kurz für die dort ansässigen Connecticut Huskies unter dem Korb tätig.
Im Jahr 2006 wurde Williams von den New Jersey Nets gedraftet und spielte zwei Saisons (2006/2007) bei ihnen. In der Saison 2008/09 spielte er für die Golden State Warriors, die ihn am 22. Juli 2008 unter Vertrag genommen hatten.